# Kandydat (film 1972)
Kandydat (oryg. The Candidate) – film z 1972 roku w reżyserii Michaela Ritchie.

## Opis fabuły
Młody prawnik i działacz społeczny Bill McKay (Robert Redford), syn byłego senatora USA, zostaje namówiony przez Marvina Lucasa (Peter Boyle), spin doktora zawodowo trudniącego się przygotowywaniem kandydatów do różnego rodzaju wyborów, do udziału w wyborach na senatora stanu Kalifornia z ramienia Partii Demokratycznej.  Film pokazuje przemianę pełnego ideałów młodego człowieka, mającego ugruntowany pogląd na wiele spraw w rasowego polityka, dla którego władza jest najwyższą ideą, a którego poglądy są na bieżąco dostosowywane pod konkretnych odbiorców.

## Obsada
- Robert Redford – Bill McKay
- Tom Dahlgren – pilot
- Melvyn Douglas – John J. McKay
- Peter Boyle – Marvin Lucas
- Kenneth Tobey – Floyd J. Starkey
- Michael Lerner – Corliss

## Nagrody i wyróżnienia
- Oscary za rok 1972
  - Jeremy Larner - najlepszy scenariusz oryginalny
  - najlepszy dźwięk (nominacja)